# Doug Richardson
Doug Richardson (...) è uno sceneggiatore statunitense, conosciuto per la sua capacità nello scrivere film d'azione.

## Filmografia
- 58 minuti per morire - Die Harder (Die Hard 2), regia di Renny Harlin (1990)
- Bad Boys, regia di Michael Bay (1995)
- Money Train, regia di Joseph Ruben (1995)
- Due candidati per una poltrona (Welcome to Mooseport), regia di Donald Petrie (2004)
- Hostage, regia di Florent Emilio Siri (2005)
- Die Hard - Vivere o morire (Live Free or Die Hard), regia di Len Wiseman (2007)